# T. C. Boyle
Thomas Coraghessan Boyle (Peekskill, Nueva York; 2 de diciembre de 1948), conocido como T. C. Boyle y T. Coraghessan Boyle , es un novelista y escritor de cuentos estadounidense. Desde mediados de la década de los setenta,  ha publicado dieciséis novelas y más de 100 cuentos. Ganó el PEN/Faulkner award  en 1988, por su tercera novela, El fin del mundo, en la que rememora trescientos años de la historia del Estado de Nueva York.
Anteriormente fue profesor catedrático de Literatura Inglesa en la Universidad del Sur de California.

## Biografía
Boyle se crio en Peekskill en el estado de Nueva York. Su nombre original era Thomas John Boyle, pero cambió su nombre intermedio a Coraghessan cuando tenía diecisiete años en honor a un antepasado materno. Se licenció en Literatura Inglesa e Historia en la State University of New York at Potsdam (1968), estudió Literatura Creativa en 1974 en la Iowa Writers' Workshop y se doctoró en 1977 por la misma Universidad de Iowa.

## Estilo literario
En su obra Understanding T. C. Boyle, Paul William Gleason afirma que "las historias y las novelas de Boyle toman los mejores elementos del minimalismo de Raymond Carver, la extravaganza postmoderna de John Barth, el realismo mágico de Garcia Márquez, la comedia negra y seriedad moral de Flannery O'Connor y las tramas extrañas y entretenidas de Charles Dickens. Las combina de una forma accesible, subversiva e ingeniosa. El perfecto andamiaje para un estilo de vida estadounidense".
Muchas de las novelas y los cuentos de Boyle exploran los apetitos,  alegrías y adicciones de la generación del baby boom. En sus novelas se pueden encontrar temas como la figura del héroe masculino y el atractivo sutil del antihéroe, que aparecen junto a un uso extensivo de la sátira, el humor y el realismo mágico. Su ficción también explora la crueldad y la imprevisibilidad de la naturaleza y el coste ecológico de la civilización. Sus novelas incluyen Música acuática (1981, Editorial Impedimenta, 2020); El fin del mundo (1987, ganador del premio Faulkner), y The Tortilla Curtain (1995, ganador del Prix Médicis étranger a la mejor novela extranjera).
Boyle ha publicado, además, ocho colecciones de cuentos, incluyendo Descent of Man (1979), Greasy Lake (1985), If the River was Whiskey (1989), and Without a Hero (1994). Sus cuentos han aparecido de manera regular en las revistas americanas más importantes como The New Yorker, Harper´s, Esquire, The Atlantic Monthly o Playboy así como en el programa de radio, Selected Shorts.

## Vida personal
T. C. Boyle está casado con Karen Kvashay.  Tienen tres niños y residen en Montecito, cerca de Santa Bárbara, California. Su casa fue destruida en el incendio Thomas en 2017, el cual consumió más de 113.959 hectáreas y más de mil edificios en los condados de Santa Bárbara y de Ventura. El fuego destruyó la vegetación de las laderas californianas, mientras que las posteriores lluvias torrenciales de enero de 2018 provocaron unos movimientos de tierra sin precedentes, en los que fallecieron más de dos docenas de personas y más de cien hogares fueron destruidas. Más de diez mil personas tuvieron que ser evacuadas como consecuencia de estos desastres naturales.  Boyle extensamente documentó ambas calamidades en su sitio web, y además en un artículo para The New Yorker.
Boyle ha dicho que Gabriel García Márquez es su novelista favorito. También es admirador de Flannery O'Connor y Robert Coover.
Actualmente es profesor de literatura en la Universidad del Sur de California. Sus obras han sido traducidas a más de una decena de idiomas, y sus relatos han aparecido en las más prestigiosas publicaciones del género en lengua inglesa, como The New Yorker, Harper’s Bazaar, Esquire, The Atlantic Monthly, Playboy, The Paris Review, GQ, Antaeus, Granta y McSweeney’s. Vive cerca de Santa Bárbara con su mujer y sus tres hijos.

### Novelas
- Música acuática (1981, ISBN 978-84-16542-30-7 editado por Editorial Impedimenta 2016. )[16]
- Budding Prospects : A Pastoral (1984)
- El fin del mundo (1987, Editorial Anagrama 1995)
- Oriente, Oriente (1990, Editorial Anagrama 1993)
- El balneario de Battle Creek (1993, Editorial Anagrama 1995)
- The Tortilla Curtain (1995, Editorial Norma, 1998)
- Encierro en Riven_Rock (1998, ISBN 84-8109-291-6. Editado por Galaxia Gutenberg, 2000)
- A Friend of the Earth (2000)
- Drop City (2003)
- The Inner Circle 2004)
- Las mujeres (2009, ISBN 978-84-15578-89-5. Editado por Editorial Impedimenta 2013)
- When the Killing's Done (2011)
- San Miguel (2012)
- The Harder They Come (2015)
- Los Terranautas (2016, ISBN 978-84-17553-72-2. Editado por Editorial Impedimenta 2020)
- Una libertad luminosa (2019, ISBN 978-84-17553-58-6. Editado por Editorial Impedimenta 2021)

### Relatos y cuentos

#### Recopilaciones y compilaciones.
- Descent of Man (1979)
- Greasy Lake & Other Stories (1985)
- If the River Was Whiskey (1989)
- Without a Hero (1994)
- T.C. Boyle Stories (1998), recopila los primeros cuatro volúmenes de ficción corta y siete relatos inéditos. Reunidos en parte en Cuentos incompletos (ISBN 978-84-19581-07-5. Editado por Editorial Impedimenta 2024)
- After The Plague (2001)
- Tooth and Claw (2005)
- The Human Fly (2005), previously published stories collected as young adult literature
- El niño salvaje (2010, editado por Editorial Impedimenta 2012)
- T.C. Boyle Stories II (2013), recopila tres volúmenes de ficción breve (After the Plague, Tooth and Claw, Wild Child) con una nueva colección de 14 relatos titulada "Death in Kitchawank". Reunidos en parte en Cuentos incompletos (ISBN 978-84-19581-07-5. Editado por Editorial Impedimenta 2024)
- The Relive Box & Other Stories (2017).

#### Relatos Cortos
| Título                                       | Año  | Publicado en un primer momento                                                                                      | Reprinted/Recogió | Notas |
| -------------------------------------------- | ---- | --- | ----------------- | ----- |
| The night of the satellite                   | 2013 | Boyle, T. Coraghessan (15 de abril de 2013). «The night of the satellite». The New Yorker 89 (9): 62-69.            |                   |       |
| Sic transit                                  | 2013 | Boyle, T. Coraghessan (15 de octubre de 2013). «Sic transit». Harper's 89 (10): 85-94.                              |                   |       |
| The Relive Box                               | 2014 | Boyle, T. Coraghessan (17 de marzo de 2014). «The Relive Box». The New Yorker 90 (4): 58-65.                        |                   |       |
| Are we not men?                              | 2016 | Boyle, T. Coraghessan (7 de noviembre de 2016). «Are we not men?». The New Yorker 92 (36): 56-63.                   |                   |       |
| After the mudslides, an absence in Montecito | 2018 | Boyle, T. Coraghessan (22 de enero de 2018). «After the mudslides, an absence in Montecito». The New Yorker 94 (4). |                   |       |
| Asleep at the wheel                          | 2019 | Boyle, T. Coraghessan (11 de febrero de 2019). «Asleep at the wheel». The New Yorker 94 (48): 54-61.                |                   |       |

### Antología editada
- DoubleTakes (2004, co-editado con K. Kvashay-Boyle)

### Ensayos y no ficción
- Boyle, T. C. (Enero 2010). «My pain is worse than your pain». Harper's 320 (1916): 57-64.

### Cronología en los trabajos de Boyle
|                                     | Tiempo                                         | Lugar                                                     | Personajes históricos en la novela     |
| ----------------------------------- | ---------------------------------------------- | --------------------------------------------------------- | -------------------------------------- |
| El fin del mundo (1987)             | Siglo XVII, 1949 y 1968                        | Condado de Westchester Peekskill, Nueva York              | -----                                  |
| Música Acuática (1982)              | 1795                                           | Londres, Escocia, y África (fuentes del río Níger)        | Mungo Park                             |
| El balneario de Battle Creek (1993) | 1907                                           | Battle Creek, Míchigan                                    | John Harvey Kellogg                    |
| Riven Rock (1998)                   | 1905–1925                                      | Condado de Montecito, Condado de Santa Bárbara California | Stanley McCormick, Katharine McCormick |
| Las Mujeres (2009)                  | Primeras décadas del siglo XX                  | Wisconsin                                                 | Frank Lloyd Wright                     |
| The Inner Circle (2004)             | 1940–1950                                      | Bloomington, Indiana                                      | Alfred Kinsey                          |
| Drop City (2003)                    | 1970                                           | California, Alaska                                        | -----                                  |
| Budding Prospects (1984)            | Década de 1980                                 | California                                                | -----                                  |
| Oriente, Oriente (1990)             | Década de 1980                                 | Georgia                                                   | Hu Tu Mei                              |
| The Tortilla Courtain (1995)        | La década de 1990                              | Sur de California                                         | -----                                  |
| Talk Talk (2006)                    | 2000-2006                                      | California y el estado de Nueva York                      | -----                                  |
| When the Killing´s Done (2011)      | @2000s, @1970s, @1940s                         | California (Archipiélago del Norte)                       | -----                                  |
| A Friend of the Earth (2000)        | Finales de la década de los ochenta; 2025-2026 | California, Oregón                                        | -----                                  |
| The Harder They Come (2015)         | 2011                                           | Condado de Mendocino en California(Fort Bragg y Willits)  | -----                                  |

## Premios y honores
- Premio Rea para el mejor relato en 2014.
- Entrada en la Academia Estadounidense de las Artes y las Letras, 2009.
- Selección para «Best American Stories», 2008 ("Admiral," en Harper's).
- Selección para «Best American Stories», 2007 ("Balto," en The Paris Review).
- National Magazine Award, 2007 («El niño salvaje en McSweeney's, editado por Editorial Impedimenta en 2012).
- Premio por la labor literaria Ross Macdonald de 2007.
- Audie Prize, 2007, para la mejor labor de audio de un escritor (The Tortilla Curtain).
- Medalla de plata del Club Commonwealth de California,  2007, por su novela Talk Talk.
- Premio literario Evil Companions, Biblioteca Pública de Denver, 2007.
- Premio Founder's, Conferencia de escritores de Santa Bárbara, 2006.
- Selección para «Best American Stories», 2004 por "Tooth and Claw," en The New Yorker.
- Editors' Choice "Uno de los mejores nueve libros del año", New York Times Book Review, , 2003.
- Premio O. Henry, 2003 por el relato "Swept Away," en The New Yorker.
- Finalista del National Book Award en 2003 por Drop City.
- Premio O. Henry, 2001 por  "The Love of My Life," en The New Yorker.
- The Bernard Malamud Prize in Short Fiction delPEN Club Internacional de 1999, for T.C. Boyle Stories, the Collected Stories.
- Premio O. Henry, 1999. "The Underground Gardens," en The New Yorker.
- Prix Médicis Étranger, Paris, a la mejor obra extranjera, 1997 por The Tortilla Curtain.
- Selección para «Best American Stories», 1997 por "Killing Babies" en The New Yorker.
- Doctorado honoris causa en Letras y Humanidades por la Universidad Estatal de Nueva York en 1991.
- Editors' Choice "Uno de los mejores trece libros del año", New York Times Book Review, 1989 por If the River Was Whiskey.
- Prix Passion, premio de los editores de Francia a la mejor novela del año 1989 por Música Acuática.
- Premio O. Henry, 1989. "The Ape Lady in Retirement," en The Paris Review.
- Medalla de plata del Club Commonwealth de California, 1988 a la mejor novela del año por El Fin del Mundo.
- Premio O. Henry,1988 por "Sinking House," en The Atlantic Monthly.
- Premio PEN/Faulkner, a la mejor novela del año 1988 por El Fin del Mundo.
- Beca Guggenheim, 1988.
- Editors' Choice "Uno de los mejores dieciséis libros del año", New York Times Book Review, 1989 por El Fin del Mundo.
- National Endowment for the Arts fellowship, 1983.
- The St. Lawrence Award for Fiction, best story collection of the year, 1980 (Descent of Man)
- National Endowment for the Arts fellowship, 1977.